# Adoretus hirticollis
Adoretus hirticollis är en skalbaggsart som beskrevs av Lin 1974. Adoretus hirticollis ingår i släktet Adoretus och familjen Rutelidae. Inga underarter finns listade i Catalogue of Life.